# 26 Dywizja Piechoty Armii Krajowej
26 Dywizja Piechoty AK – jedna z dywizji piechoty w strukturze organizacyjnej Armii Krajowej.

## Historia
Zgodnie z założeniami planu Burza, wyrażonymi w rozkazie z września 1942, oddziały partyzanckie miały zostać odtworzone w oparciu o Ordre de Bataille Wojska Polskiego sprzed 1 września 1939 roku.
W wyniku przeprowadzania akcji odtwarzania przedwojennych jednostek wojskowych w 1944 powstała 26 Dywizja Piechoty AK.

## Struktura organizacyjna
W skład dywizji wchodziły (Okręg Łódź AK):
- 10 pułk piechoty AK
- 18 pułk piechoty AK
- 38 pułk piechoty AK